# 문명 II
《문명 II》(Civilization II)는 1996년에 출시된 턴제 전략 게임으로 문명의 후속작이다. 그러나 원 제작자인 시드 마이어는 이 게임의 제작에 참여하지 않았으며 브라이언 래이놀즈(Brian Reynolds), 더글라스 캐스피언 카우프만 (Douglas Caspian-Kaufman), 제프 브릭스 (Jeff Briggs)가 디자인했다.

## 게임의 진행방식
처음 하나의 문명을 선택하여 게임을 시작하면 플레이어는 한 개 혹은 두 개의 세틀러유닛을 가지고 게임을 시작하게 된다. 플레이어는 세틀러 유닛을 통해 최초의 도시를 건설한다. 이후의 플레이는 도시의 발전, 문명의 발전, 외교, 유닛을 통한 전쟁과 교역 등의 부분으로 나누어 볼 수 있다.

### 도시의 발전
도시가 하나 건설되면 도시의 인구는 도시의 영역에 할당된다. 하나의 영역은 지형과 자원의 유무, 개간과 도로의 건설 여부 등에 따라 일정한 개수의 식량과 방패, 교역(=자원)을 생산하게 된다. 이들 자원들 중 식량은 턴마다 도시의 식량 창고를 채워나가게 되는데 식량 창고가 다 차면 도시의 인구가 하나 증가하면서 식량 창고가 비워지게 된다. 이렇게 증가된 인구는 도시의 새로운 영역에 할당되어 추가적인 자원을 생산한다. 한편 방패는 도시 발전물(city improvement)이나 유닛의 생산을 위해 매 턴마다 채워지게 된다. 예를 들어 세틀러를 생산하는 데 20의 방패가 필요하고 턴마다 1개의 방패를 도시가 생산한다면 20턴이 지남으로써 세틀러 유닛이 생산되게 된다. 교역 자원은 미리 선택한 비율에 따라 과학기술과 오락, 세금에 나누어 할당된다.

### 문명의 발전
새로운 과학 기술을 발견함으로써 플레이어는 더욱 발전된 새로운 유닛이나 도시 발전물, 불가사의를 생산할 수 있게 된다. 과학 기술의 발전 속도는 플레이어의 문명의 모든 도시들에서 생산하는 과학기술(도시 창에서 비커 아이콘으로 표시)의 개수의 합에 의해 결정된다.

### 외교
외교는 다른 문명이 플레이어에게 사절을 파견하거나 플레이어가 외교관 혹은 스파이 유닛을 통해 대사관을 설립하고 사절을 파견함으로써 이루어진다. 외교를 통해 플레이어는 타 문명과 평화, 휴전, 동맹 관계 따위를 맺을 수 있다.

### 전쟁
전쟁은 플레이어가 군사 유닛으로 타 문명의 유닛이나 도시를 공격함으로써 시작된다. 타 문명의 도시를 공격하여 도시에 있는 모든 유닛을 파괴하고 빈 도시를 점령하면 해당 도시는 플레이어의 문명으로 넘어오게 되고 이를 통해 영토를 확장할 수 있다.

### 교역
플레이어는 캐러반(caravan)이나 화물운송(freight)유닛을 통해 도시들 간의 교역 루트를 만들 수 있다. 이들 유닛을 생산한 후 생산된 도시에서 생산하는 교역품들 중 하나를 적재하여 해당 교역품에 대한 수요가 있는 도시에 도착하게 되면 두 도시 사이에 교역루트가 신설된다. 교역 루트는 출발 도시에 매 턴마다 추가적인 교역 자원을 제공한다.

### 원더
게임 중 도시에 건설할 수 있는 원더는 해당 원더를 소유한 문명에게 상당한 이점을 제공한다. 예를 들면 피라미드는 해당 문명의 도시가 인구가 늘어나서 식량창고가 비워질 때 식량 창고가 절반만 비워지게 해준다. 이를 통해 결과적으로 해당 문명은 매우 빠른 인구 증가를 경험하게 된다. 또한 대도서관(the great library)는 다른 두 개의 문명이 소유한 과학기술을 자동으로 습득하게 해준다. 이처럼 일부 원더는 게임의 플레이에서 결정적으로 유리한 혜택을 제공하기도 한다.

## 게임의 목표
플레이어는 두 가지 목표 중 한 가지를 달성함으로써 엔딩을 볼 수 있다. 첫째는 우주 식민지의 개척이다. 가장 먼저 우주선을 발사하고 발사한 우주선이 알파센타우리에 도착하면 엔딩이 나오면서 플레이어의 점수가 계산된다. 둘째는 다른 모든 문명을 정복하는 것이다. 모든 타 문명을 정복하면 정복당한 문명이 단두대에서 사라지는 엔딩을 볼 수 있고 엔딩 이후엔 마찬가지로 점수가 계산된다.
한편, 어떠한 문명도 목표를 달성하지 못한 상태에서 2020년이 되면 게임이 종료되고 역시 점수가 계산되게 된다. 점수는 인구와 원더의 개수, 평화와 오염 여부 등의 요소를 통해 산정되며 각각의 점수 수준에 따라 플레이어의 이름 뒤에 플레이어를 평가하는 별명이 표시된다.

## 수상
이 게임은 2007년 IGN의 역사상 가장 훌륭한 100대 게임 리스트에서 PC게임으로는 테트리스에 이어 두 번째로 높은 3위에 올랐다.